# Torre Picasso
Torre Picasso är ett monument i Spanien.   Det ligger i provinsen Provincia de Madrid och regionen Madrid, i den centrala delen av landet, i huvudstaden Madrid. Torre Picasso ligger 724 meter över havet.
Terrängen runt Torre Picasso är huvudsakligen platt. Torre Picasso ligger uppe på en höjd.Runt Torre Picasso är det mycket tätbefolkat, med 4 670 invånare per kvadratkilometer. Närmaste större samhälle är Madrid, 3,8 km söder om Torre Picasso. Runt Torre Picasso är det i huvudsak tätbebyggt.